# GRAV

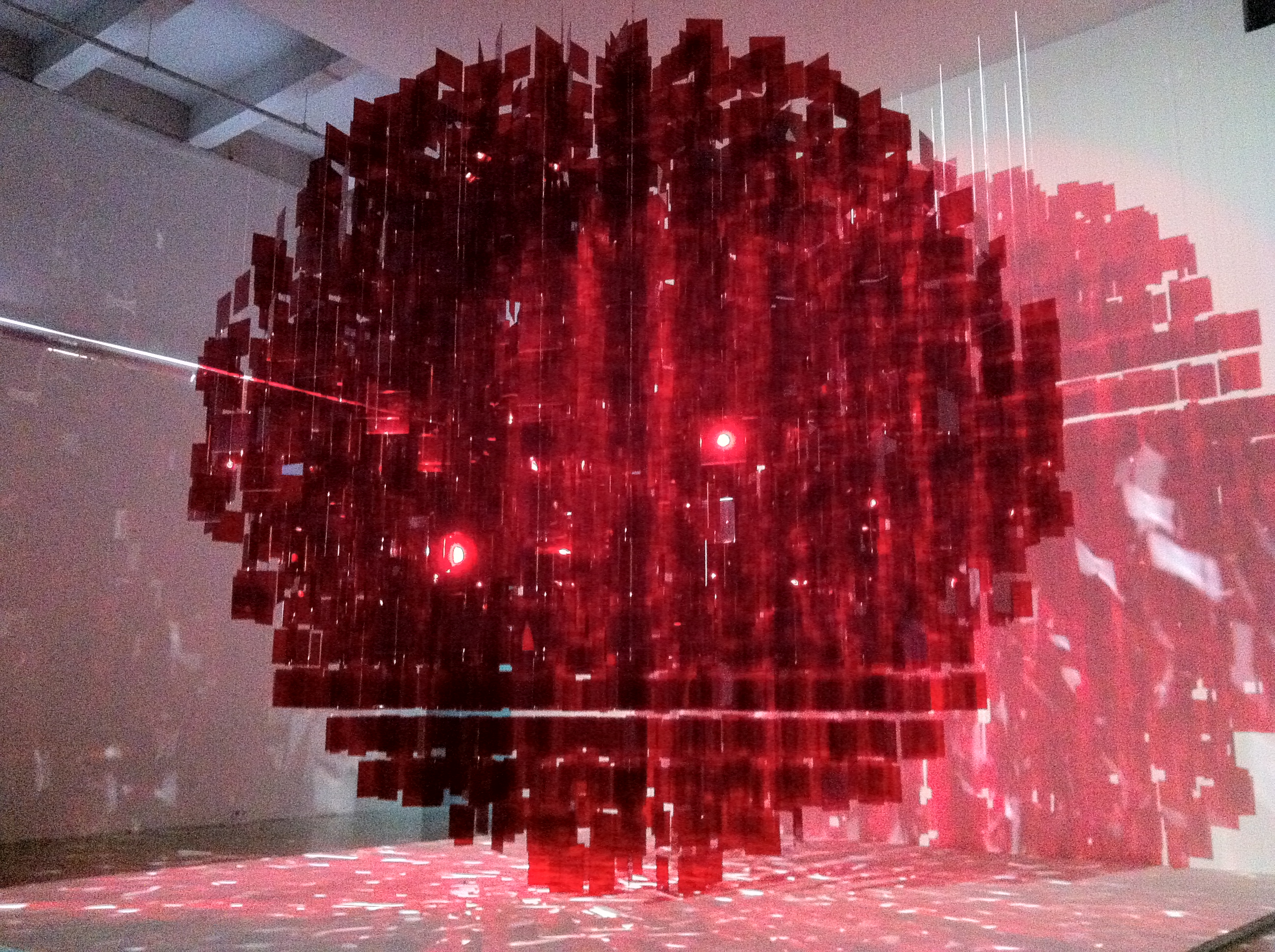
Работа «Sphere rouge» Хулио Ле Парка

GRAV или Новая тенденция — направление современного искусства, зародившееся в 1960-е годы во Франции, в рамках которого художники исследовали специфические аспекты живописи и скульптуры, такие как оптические иллюзии, движение и свет. Возникновение направления связано с созданием в Париже в 1960-м году международной художественной «Группы по исследованию визуального искусства» (Groupe de Recherche d’Art Visuel).
Группа «Groupe de Recherche d’Art Visuel» (GRAV) объединяла художников из разных стран. Среди первых одиннадцати членов, издавших манифест, были французы Франсуа Морелле, Жоэль Стен, Жан-Пьер Вазарели, аргентинцы Орасио Гарсиа-Росии, Хулио Ле Парк и испанец Франсиско Сабрино. В 1961 году группа опубликовала манифест «Довольно мистификаций!», в котором художники объясняли свои попытки привлечь «человеческий глаз» и осудить элитарность и помпезность существующего традиционного искусства. Подобно многим деятелям искусств своего поколения, они отвергали эгоизм, экзистенциальный страх, потакание слабостям ассоциировавшиеся с информализмом, абстрактным экспрессионизмом, и решили порвать с традиционным видением на искусство как на что-то исключительное и духовное. Одной из главных целей они объявили вовлечение публики в художественный процесс.
Полагая, что искусство и наука идут рядом, художники GRAV использовали художественные стратегии и технические средства для создания динамичных, демократичных работ, которые, по их мнению, могли бы в конечном счёте сделать мир лучше. С точки зрения использования художественных средств выражения направление имеет сходство с оп-артом и кинетическим искусством. Так, венгерский художник Виктор Вазарели являлся вдохновителем для представителей движения — многие работы Франсуа Морелле кажутся геометрическими абстракциями работ Вазарели в третьем измерении.
Одним из самых ярких, изобретательных и успешных художников направления GRAV является аргентинец Хулио Ле Парк, который старался в своих работах эпатировать и тем самым сбить с толку зрителя. Работа «Постоянный мобиль, постоянный свет» (1963 год), в которой подвесные зеркала обдуваемые вентилятором и освещённые перемещающимися прожекторами, эксплуатировала влияние света, движения и внезапности на восприятие зрителей. Другие работы художника подразумевали непосредственное участие зрителей, так они должны были включать освещение или надевать специальные очки, преломляющие свет. За своё экспериментальное искусство Хулио Ле Парк получил гран-при в области живописи на Венецианском биеннале 1966 года.
Вера художников направления в сближение искусства и науки сближала их с художественными группировками той же эпохи — «ZERO» в Германии и «E.A.T.» в США.
«Группа по исследованию визуального искусства» была официально распущена в 1969 году из-за невозможности поддерживать строгость совместной программы. Отдельные участники группы пошли своими собственными художественными путями, однако в целом художественное направление GRAV прекратило своё развитие.

## Основные собрания
- Художественная галерея Олбрайт-Нокс, Буффало
- Музей Гронингер, Гронинген
- Музей современного искусства, Богота
- Музей современного искусства, Синтра
- Галерея Тейт, Лондон